# Glypta animalcula
Glypta animalcula là một loài tò vò trong họ Ichneumonidae.